# 蒙公镇
蒙公乡，是中华人民共和国广西壮族自治区贵港市覃塘区下辖的一个乡镇级行政单位。

## 行政区划
蒙公乡下辖以下地区：
蒙公村、岭庆村、占蒙村、平龙村、定布村、姚见村、英峨村、黄岭村、新岭村、廖瑞村、高占村、古山村、凌寺村和双龙村。